# IFK Eskilstuna
Maillots
Dernière mise à jour : 22 décembre 2011.
Le IFK Eskilstuna est un club suédois de football basé à Eskilstuna.

## Repères historiques
Le club est fondé en 1897.
Il évolue en première division suédoise durant 13 saisons : de 1925 à 1929, puis de 1930 à 1936, puis lors des saisons 1942-1943 et 1957-1958, et enfin lors de l'année 1964.
Le club obtient son meilleur classement en D1 lors de la saison 1931-1932 : il termine en effet 5e du championnat, avec 9 victoires, 5 matchs nuls et 8 défaites, soit un total de 23 points.
Le club est demi-finaliste de la Coupe de Suède en 1942. Il remporte le Svenska Mästerskapet en 1921.

## Palmarès
- Championnat de Suède :
  - Champion : 1921

- Division 1 Norra (D2) :
  - Vice-champion : 1987, 1988

- Svenska Mästerskapet :
  - Vainqueur : 1921
  - Finaliste : 1923

## Anciens joueurs
- Kennet Andersson
- Sune Andersson
- Kent Karlsson
- Sebastian Larsson